# (73198) 2002 JQ12
(73198) 2002 JQ12 este un asteroid din centura principală, descoperit pe 6 mai 2002 de W. Yeung.